# Twierdzenie Gerszgorina
Twierdzenie Gerszgorina – twierdzenie pozwalające nałożyć ograniczenia na wartości własne macierzy o współczynnikach rzeczywistych lub zespolonych. Po raz pierwszy zostało opublikowane w roku 1931 przez matematyka pochodzenia białoruskiego, Siemiona Gerszgorina.

## Treść twierdzenia oraz dowód
Niech {\displaystyle A} będzie kwadratową macierzą zespoloną o rozmiarze {\displaystyle n\times n} z elementami {\displaystyle (a_{ij}).} Dla {\displaystyle i\in \{1,\dots n\}} niech {\displaystyle R_{i}=\Sigma _{j\neq i}|a_{ij}|} gdzie {\displaystyle |a_{ij}|} oznacza moduł z liczby {\displaystyle a_{ij}.} Niech {\displaystyle D(a_{ii},R_{i})} będzie domkniętym kołem o środku w {\displaystyle a_{ii}} i promieniu {\displaystyle R_{i}.} Takie koła są nazywane kołami Gerszgorina.
Twierdzenie Gerszgorina: każda wartość własna macierzy {\displaystyle A} leży wewnątrz lub na brzegu przynajmniej jednego z kół {\displaystyle D(a_{ii},R_{i}).}
Dowód: Niech {\displaystyle \lambda } będzie wartością własną {\displaystyle A} oraz {\displaystyle \mathbf {x} =(x_{j})} odpowiadającym jej wektorem własnym. Niech {\displaystyle i\in \{1,\dots n\}} będzie takie, iż {\displaystyle |x_{i}|=\max {}_{j}|x_{j}|.} Wtedy {\displaystyle |x_{i}|>0,} gdyż w przeciwnym wypadku {\displaystyle \mathbf {x} =0,} co nie może zajść dla wektorów własnych (nie są one wektorami zerowymi). Z równania na wartości własne macierzy mamy {\displaystyle A\mathbf {x} =\lambda \mathbf {x} } lub równoważnie (rozpisując zapis macierzowo-wektorowy):
{\displaystyle \sum _{j}a_{ij}x_{j}=\lambda x_{i}\quad \forall i\in \{1,\dots ,n\}}
obustronnie odejmując {\displaystyle a_{ii}x_{i}} dostajemy:
{\displaystyle \sum _{j\neq i}a_{ij}x_{j}=\lambda x_{i}-a_{ii}x_{i}.}
I dzielimy obustronnie przez {\displaystyle x_{i}} (z wyboru i wiemy, że {\displaystyle x_{i}\neq 0}), a także obkładamy modułami:
{\displaystyle |\lambda -a_{ii}|=\left|{\frac {\sum _{j\neq i}a_{ij}x_{j}}{x_{i}}}\right|\leqslant \sum _{j\neq i}|a_{ij}|=R_{i}.}
Ostatnia nierówność jest poprawna, gdyż z warunku {\displaystyle |x_{i}|=\max {}_{j}|x_{j}|} mamy
{\displaystyle \left|{\frac {x_{j}}{x_{i}}}\right|\leqslant 1\quad \forall j\neq i.}
□
Ponieważ wartości własne macierzy {\displaystyle A^{\mathrm {T} }} są takie same jak macierzy {\displaystyle A,} twierdzenie to można wzmocnić – wszystkie wartości własne macierzy {\displaystyle A} muszą leżeć na przecięciu sumy kół Gerszgorina macierzy {\displaystyle A} i sumy kół dla macierzy {\displaystyle A^{\mathrm {T} }.}
W szczególnym przypadku dla macierzy diagonalnej mamy, że wartości własne muszą być równe elementom leżącym na głównej przekątnej.